# Oberea bisbipunctulata
Oberea bisbipunctulata là một loài bọ cánh cứng trong họ Cerambycidae.